# Acrocercops plocamis
Acrocercops plocamis là một loài bướm đêm thuộc họ Gracillariidae. Loài này có ở Sri Lanka. Nó được miêu tả bởi Edward Meyrick năm 1908.